# 白薔薇のフランケンシュタイン
『白薔薇のフランケンシュタイン』（しろばらのフランケンシュタイン）は、シズによる日本のファンタジー漫画。フランケンシュタインをベースとした漫画で、コミックスマートが運営するウェブコミック配信サイト『GANMA!』にて、2017年7月28日から2021年7月23日まで隔週金曜日更新で連載された。『魔法少女の親友』に次ぐ作者の『GANMA!』での連載作品でもある。

## あらすじ
仮構西暦20××年、D連邦共和国特殊作戦師団所属のX-11（イクス・エルフ）軍曹は「怪物」と称される要人・フランケンシュタイン博士の警護と疑惑調査を命ぜられる。軍曹が警護対象の家に到着すると白髪・青瞳の少女に出迎えられる。少女は自分こそが不老不死の「怪物」ヴァイスローゼ・フランケンシュタイン博士であると語り、自ら不老不死であることを証明する。「クレー」という名を与えられた軍曹は警護対象のヴァイスローゼと暮らすことになる。

## 登場人物
声優は2019年に実施された「GANMA！よ！俺たちの声を聞け」企画のショートアニメのもの
クレー/X-11（イクス・エルフ）
声-八代拓
本作主人公である顔に大きな傷がある軍人。階級は軍曹。D連邦共和国特殊作戦師団所属。身長190センチメートルほど
上司のハイトマン少佐より身辺警護と疑惑調査の命を受けてローゼの下に派遣される。
軍所属の特別孤児院「南の丘」の出であるために、名前はなく、周囲からは軍の生態番号であるX-11と呼ばれ、自身も名として使っていたが、ローゼよりクレーの名を与えられる。軍では噂により「子供殺し」とも呼ばれていた。基本的に感情を表に出さない。軍人として有名で、ゼクスにライバル視されている。
ヴァイスローゼ・フランケンシュタイン
声-優木かな
本作ヒロインである白髪・青眼のフランケンシュタインの少女。白薔薇（しろばら）のフランケンシュタイン。略称はローゼ。身長140センチメートルほど。
300年以上生きる不老不死。自然科学などの幅広い分野で功績を持ち、現在は機械人形や義肢を中心に研究・開発を生業としている。軍上層部からは嫌われている。
警護として派遣されたX-11にクレーの名を与えた。
ヴィクトルに造られた2体目のフランケンシュタインであり、オリジナルはヴィクトルの知人の女性でオリジナルより幼い容姿で造られた。シュバルツネーベルを兄、グラウハーゼを弟と呼ぶが血縁関係はない。
2018年8月19日に最終結果発表が行われた作品横断投票イベント「GANMA！総選挙」で1位に入り、GANMA!5（応援大使）の1人に選ばれた。
菫（すみれ）
ローゼにメイドとして仕える機械人形（オートマタ）。
ローゼにより造られた機械人形でAIが搭載されており、ネコミミと猫の尻尾がついている。姉妹機はアヤメ。
ハイトマン
階級は少佐。D連邦共和国特殊作戦師団の軍人。クレーらの上司。クレーにローゼの警護と疑惑調査を命じた。
ゼクス/C-6(ツェーゼクス)
階級は2曹。D連邦共和国特殊作戦師団の軍人。東の丘の出身。C-6は軍の生態番号。色黒の男性で戦闘狂。
フィア/C-4(ツェーフィア)
階級は3曹。D連邦共和国特殊作戦師団の軍人。C-4は軍の生態番号。細目の男性のような容姿をしている。
グラウハーゼ・フランケンシュタイン
ローゼとシュバルツネーベルの弟にあたるフランケンシュタインの少年。灰兎（はいと）のフランケンシュタイン。略称はハーゼ。
ヴィクトルに造られた3体目のフランケンシュタイン。ブラックカード保有者。
アヤメ
グラウハーゼに仕える機械人形の女中。菫の姉妹機。
シュバルツネーベル・フランケンシュタイン
ローゼとグラウハーゼの兄にあたるフランケンシュタインの青年。黒霧（くろきり）のフランケンシュタイン。略称はシュバルツまたはネーベル。
ヴィクトルに造られた最初のフランケンシュタイン。
ヴィクトル・フランケンシュタイン
300年前にシュバルツ、ローゼ、ハーゼの3体のフランケンシュタインを造った人間の男性で故人。
黒薔薇
シュバルツネーベル・フランケンシュタインの娘。オッドアイ。

## 用語
D連邦共和国
本作の舞台となる国。医療・科学技術力を自慢とする。
フランケンシュタイン
ヴィクトル・フランケンシュタインにより造られた、怪物とも称される3体の不老不死の存在。
外見は一般の人間と変わらず、普通の人間より高い知能と治癒力を持つ。一方で身体の成長は止まっている。D連邦共和国の医療・科学技術力の基礎をつくったため、存在自体がD連邦共和国の国家機密であり、国より行動の自由が制限されている。
南の丘（ズューデンヒューデル）
クレーがいた軍直属の特別孤児院。義務教育と軍事教育が行われる。北、西、東にも同様の施設があるが、最も非人道的な施設とされる。